# Criminal Minds: Suspect Behavior
Ne doit pas être confondu avec Esprits criminels ou Esprits criminels : Unité sans frontières.
Esprits criminels Esprits criminels : Unité sans frontières
Criminal Minds: Suspect Behavior ou Esprits criminels : Unité parallèle en Belgique est une série télévisée américaine en 13 épisodes de 42 minutes créée par Chris Mundy et Edward Allen Bernero, diffusée entre le 16 février 2011 et le 25 mai 2011 sur le réseau CBS et en simultané au Canada sur le réseau CTV.
C'est une série dérivée de la série télévisée américaine originale Esprits criminels. Tout comme cette première série, CBS détient les droits d'exploitation pour le territoire Nord américain alors qu'ABC détient les droits internationaux.
En Belgique, la série est diffusée depuis le 7 octobre 2011 sur RTL-TVI, en France, à partir du 12 janvier 2012 sur M6 puis rediffusée dès le 12 mai 2013 sur W9 et dès le 30 septembre 2013 sur Paris Première sous son titre original, et en Suisse depuis le 10 février 2012 sur TSR1.   Au Québec, elle est disponible sur le Club Illico à partir du jeudi, 27 juin 2024.

## Synopsis
Cette unité est une autre équipe du département des sciences du comportement (BAU Behavioral Analysis Unit) du FBI de réponse rapide, composée de profileurs, menant des enquêtes sur le comportement criminel et les crimes les plus violents. C'est une « Red Cell » (trad. cellule rouge) qui opère en dehors de la hiérarchie classique de la bureaucratie du FBI et répond uniquement au directeur du FBI.

## Distribution

### Acteurs principaux
- Forest Whitaker (VF : Emmanuel Jacomy) : Agent spécial Sam Cooper, chef de l’unité
- Matt Ryan (VF : Axel Kiener) : agent spécial Mick Rawson
- Michael Kelly (VF : Marc Saez) : agent spécial Jonathan Simms alias « le Prophète »
- Beau Garrett (VF : Charlotte Marin) : agent spéciale Gina LaSalle
- Janeane Garofalo (VF : Sophie Riffont) : agent spéciale Beth Griffith
- Kirsten Vangsness (VF : Laëtitia Lefebvre) : Penelope Garcia, technicienne

### Acteurs secondaires
- Richard Schiff (VF : Philippe Bellay) : le directeur du FBI Jack Fickler
- Nick Chinlund (VF : Maurice Decoster) : Rawlins
- Cooper Huckabee (VF : Gabriel Le Doze) : Emory Boyd

### Invités
- Adina Porter (VF : Maïk Darah) : Jeanette Rawlins (épisode 1)
- Raphael Sbarge (VF : Guillaume Lebon) : Davis Scofield (épisode 1)
- Tyrees Allen (en) (VF : Benoît Allemane) : Inspecteur Richardson
- David Aaron Baker (VF : Thierry Ragueneau) : Grant Nichols
- Noel Fisher (VF : Adrien Solis) : Jason Wheeler
- Jolie Jenkins (VF : Sybille Tureau) : Molly Weller
- Justine Bateman (VF : Anne Deleuze) : Margaret Mckenna
- Amanda Foreman (VF : Natacha Muller) : Susan
- Mariana Klaveno : Julie Adelman
- Jason James Richter : Matthew Keane
Version française
Société de doublage : Dubbing Brothers[7],[8]
Direction artistique : Hervé Bellon[8]
Adaptation des dialogues : Jonathan Amram et Caroline Vandjour[8]

Source VF : RS Doublage et Doublage Séries Database

## Production

### Développement
Le projet d'une série dérivée a été évoqué en juillet 2008. Finalement en décembre 2009, le développement des personnages a débuté. La série est produite et développée par les compagnies d'ABC Studios, CBS Television Studios et The Mark Gordon Company.
Le casting a débuté à la fin janvier 2010, dans cet ordre : Forest Whitaker, Matt Ryan, Michael Kelly et Beau Garrett. Ils sont introduits dans le 18e épisode de la cinquième saison d'Esprits criminels avec Mary Steenburgen dans le rôle de la directrice Beth Griffith, diffusé le 7 avril 2010 sur CBS.
Le 17 mai 2010, la série a été commandée, puis deux jours plus tard, reléguée à la mi-saison.
En juin 2010, Janeane Garofalo reprend le rôle de Beth Griffith, puis le mois suivant, Kirsten Vangsness de la série originale transpose son rôle dans ce spin-off. Puis en août, Richard Schiff décroche un rôle récurrent. En novembre, Mariana Klaveno décroche un rôle l'instant d'un épisode.
Le 17 mai 2011, la série est officiellement annulée.

## Fiche technique
- Titre français et original : Criminal Minds: Suspect Behavior
- Autre titre francophone : Esprits criminels : Unité parallèle (Belgique)
- Créateur : Chris Mundy et Edward Allen Bernero
- Réalisation : Phil Abraham, Edward Allen Bernero, Andrew Bernstein, Stephen Cragg, Félix Enríquez Alcalá et Anna Foerster
- Scénario : Ian B. Goldberg, Joy Blake, Melissa Blake, Rob Fresco, Glen Mazzara et Shintaro Shimosawa
- Décors : Barbara Cassel
- Costumes : Katherine D. Connelly, Pamela Havens (superviseur), Steve Hicke
- Photographie : Sandy Getzler
- Montage : Casey O. Rohrs, Janet Ashikaga, Lisa Bromwell, Joseph Virzi et John Wesley Whitton
- Musique : Marc Fantini, Steffan Fantini et Scott Gordon
- Casting : April Webster et Erica L. Silverman
- Direction artistique :
- Production : Joy Blake, Melissa Blake, Howard Griffith 
  - Production exécutive : Edward Allen Bernero, Mark Gordon, Deborah Spera, Chris Mundy
- Société de production : The Mark Gordon Company, ABC Studios, CBS Television Studios
- Société de distribution : CBS (télévision)
- Pays d'origine :  États-Unis
- Langue originale : anglais
- Format : couleur - 1,78:1
- Genre : policière, profilage criminel
- Durée : 42 minutes

 Sauf indication contraire, les informations mentionnées dans cette section peuvent être confirmées par la base de données cinématographiques IMDb,  présente dans la section « Liens externes ».

### Diffusions
- États-Unis : du 16 février 2011 au 25 mai 2011 sur CBS
- Belgique : depuis le 7 octobre 2011 sur RTL-TVI[3]
- France : du 12 janvier 2012 au 9 février 2012 sur M6[23]
- Suisse : depuis le 10 février 2012 sur TSR1[6]

## Épisodes
1. Les deux font la paire / La poupée (Two of a Kind)
2. Cœurs solitaires / L'ange de la mort (Lonely Hearts)
3. Aveugle, Sourd et Muet / Les trois petits singes (See no Evil)
4. Tueur d’élite / Le complexe de dieu (One Shot Kill)
5. Course contre la montre / Dévotion (Here Is the Fire)
6. Dévotion / Ne pas faire de promesse (Devotion)
7. Jane / L'inconnue (Jane)
8. Tel fils, tel père / Marée noire (Night Hawks)
9. Mère nourricière / Instinct maternel (Smother)
10. C'est le moment / C'est le moment (The Time Is Now)
11. Trafic / Trafic (Strays)
12. La Peau De Chagrin / L'image du père (The Girl in the Blue Mask)
13. Une vie contre une autre / Une vie pour une vie (Death by a Thousand Cuts)

## Univers de la série

### Les personnages
Agent spécial Sam Cooper, chef de l’unité
Sam Cooper est le chef de l'unité. Ancien officier des US Marines, il montre une grande empathie avec les criminels qu'il doit profiler afin de reproduire au mieux leur mode de raisonnement.
Agent spécial Mick Rawson
Ancien sniper de l'armée britannique.
Agent spécial Jonathan Simms alias « le Prophète »
Ancien prisonnier ayant purgé sa peine, il rejoint l'équipe pour obtenir sa rédemption.
Agent spéciale Gina LaSalle
Jeune femme séduisante, elle a rejoint l'unité sur offre de Sam Cooper, alors que son père le lui avait déconseillé.
Agent spéciale Beth Griffith
Profileuse très douée, elle a souvent été renvoyée des différents départements du FBI à cause de son franc-parler. Elle est très proche de Sam Cooper qui semble également avoir des sentiments pour elle. À la fin de l'épisode 13 de la saison 1, elle est faite prisonnière par un malfaiteur qui veut obliger Cooper à tuer quelqu'un pour elle. Finalement, la série se termine sans que l'on sache si elle meurt ou reste en vie.
Penelope Garcia, technicienne
Tout comme avec l'équipe de la série Esprits criminels, son rôle consiste à faire des recherches sur les suspects potentiels à travers les points définis par les profils dressés par l'équipe de Cooper, depuis son bureau à Quantico.
Directeur du FBI Jack Fickler

## Commentaires
- Les personnages de cette série ont été introduits dans l'épisode 18, Intime conviction de la cinquième saison d’Esprits criminels, l'équipe originale rencontre cette nouvelle équipe et travaille avec elle pour retrouver un tueur en série dans la ville de San Francisco. Cet épisode a servi de pilote pour l'annonce de cette série dérivée.
- À la manière des séries de la franchise New York, … (Law and Order en VO) (ex. : New York, police judiciaire ou New York, section criminelle, etc.), chaque épisode de Criminal Minds: Suspect Behavior commence par une accroche :

« Within the FBI's Behavioral Analysis Unit are rapid response teams known as RED CELLS. These nontraditional teams operate outside the bureaucracy and report solely to the Director of the FBI. »
- En français, une voix-off récite cette phrase :

« Au sein de l'unité d'analyse du comportement du FBI, il existe des unités spéciales d'intervention appelées Cellules rouges. Ces équipes opèrent en dehors de la bureaucratie, et n'ont de compte à rendre qu'au directeur du FBI ».
- Lors de la promotion, Forest Whitaker a exprimé publiquement sa gratitude envers les producteurs, qui lui ont permis de s’investir dans la création de la série et dans la construction de son personnage[24].
- Criminal Minds: Suspect Behavior peut se traduire en français par « Esprits criminels : Comportements suspects ».